# Arthur Boka
Arthur Boka (Abiyán, Costa de Marfil, 2 de abril de 1983) es un exfutbolista marfileño, jugaba de defensa y su actual equipo es el CD Atlético de Marbella.

## Trayectoria
Como muchos jugadores exitosos de su país, se inició jugando para el ASEC Abiyán de su país, luego de venir de un famoso sistema juvenil, que produjo jugadores como Kolo Touré, Emmanuel Eboué, y Aruna Dindane. Luego de su graduación de la academia se trasladó al club belga Beveren en el 2002. Su performance fue tan impresionante que fue transferido al RC Strasbourg de la Liga 1 de Francia, durante la temporada 2004/2005. Impresionó rápidamente en el Strasbourg, pero fue relegado durante al final de la temporada 2005/2006, por lo que dejó el club moviéndose al VfB Stuttgart de la Bundesliga. Tras ocho temporadas a buen nivel en el Stuttgart (aunque nunca acabó siendo titular indiscutible) donde se ganó a la afición por su trabajo dentro y fuera del campo, abandonó el club bávaro para iniciar una nueva etapa en el Málaga Club de Fútbol de la Primera División de España a partir de julio de 2014.

## Selección nacional
Boka fue parte de la Selección Marfileña de Fútbol, que disputó las Copas Mundiales de Fútbol 2006, 2010 y 2014.
El 1 de junio de 2014, luego de haber sido incluido en la lista preliminar en mayo, Boka fue ratificado en la nómina definitiva de 23 jugadores que representarán a su país en la Copa Mundial de Fútbol de 2014, haciendo de esta la tercera ocasión en la que disputará el torneo.

### Participaciones en la Copa del Mundo
| Mundial                        | Sede      | Resultado      |
| ------------------------------ | --------- | -------------- |
| Copa Mundial de Fútbol de 2006 | Alemania  | Primera fase   |
| Copa Mundial de Fútbol de 2010 | Sudáfrica | Primera fase   |
| Copa Mundial de Fútbol de 2014 | Brasil    | Fase de Grupos |

## Clubes
| Club                      | País            | Año           |
| ------------------------- | --------------- | ------------- |
| ASEC Mimosas              | Costa de Marfil | 1996 - 2002   |
| KSK Beveren               | Bélgica         | 2002 - 2004   |
| RC Estrasburgo            | Francia         | 2004 - 2006   |
| VfB Stuttgart             | Alemania        | 2006 - 2014   |
| Málaga C.F.               | España          | 2014-2016     |
| F. C. Sion                | Suiza           | 2016-2017     |
| C.D. Atlético de Marbella | España          | 2022-presente |

## Palmarés

### Campeonatos nacionales
| Título                     | Club           | País     | Año     |
| -------------------------- | -------------- | -------- | ------- |
| Copa de la Liga de Francia | RC Estrasburgo | Francia  | 2004/05 |
| 1. Bundesliga              | VfB Stuttgart  | Alemania | 2006/07 |